# Clásica San Sebastián 1988
Die Clásica San Sebastián 1988 war die 8. Austragung der Clásica San Sebastián und fand am 13. August 1988 statt. Die Gesamtdistanz des Rennens betrug 244 Kilometer. Es siegte der Niederländer Gert-Jan Theunisse aus dem Team PDM-Ultima-Concorde im Sprint vor dem Spanier Enrique Aja aus dem Team Teka. Dritter wurde der Niederländer Steven Rooks.

## Ergebnis
| Rang | Fahrer              | Team                          | Zeit         |
| ---- | ------------------- | ----------------------------- | ------------ |
| 1    | Gert-Jan Theunisse  | PDM-Ultima-Concorde           | 6 h 09' 36"  |
| 2    | Enrique Aja         | Teka                          | gleiche Zeit |
| 3    | Steven Rooks        | PDM-Ultima-Concorde           | + 6"         |
| 4    | Marino Lejarreta    | Caja Rural-Orbea              | gleiche Zeit |
| 5    | Andreas Kappes      | Toshiba-Look                  | + 37"        |
| 6    | Miguel Induráin     | Reynolds                      | gleiche Zeit |
| 7    | Jesús Blanco Villar | Teka                          | gleiche Zeit |
| 8    | Raúl Alcalá         | 7 Eleven-Hoonved              | gleiche Zeit |
| 9    | Ludo Peeters        | Superconfex–Yoko–Opel–Colnago | gleiche Zeit |
| 10   | Michael Wilson      | Weinmann-La Suisse            | gleiche Zeit |